# Мазурское сельское поселение
Мазурское сельское поселение — муниципальное образование в Поворинском районе Воронежской области.
Административный центр — село Мазурка.

## Административное деление
В состав поселения входят:
- село Мазурка,
- село Ильмень,
- село Кардаиловка.